# خوزه آنتونیو اورلگویی
خوزه آنتونیو اورلگویی (انگلیسی: José Antonio Irulegui؛ زادهٔ ۱ آوریل ۱۹۳۷) بازیکن فوتبال اهل اسپانیا است.
از باشگاه‌هایی که در آن بازی کرده‌است می‌توان به باشگاه فوتبال ایبار و باشگاه فوتبال رئال سوسیداد اشاره کرد.
وی همچنین در تیم ملی فوتبال زیر ۲۱ سال اسپانیا بازی کرده‌است.